# Pleasure
Pleasure é um filme dramático de 2021 dirigido e escrito por Ninja Thyberg. O filme é estrelado por Sofia Kappel, Revika Anne Reustle, Evelyn Claire, Chris Cock, Dana DeArmond e Kendra Spade. O filme é baseado numa curta de 2013 com o mesmo nome.
Pleasure foi selecionado para o Festival de Cinema de Cannes de 2020. O filme estreou no Festival de Cinema de Sundance de 2021 a 1 de fevereiro de 2021 na seção World Cinema Dramatic Competition.

## Sinopse
O personagem principal é Linnéa, uma jovem de 20 anos (interpretada por Sofia Kappel), que deixa uma pequena cidade na Suécia para gravar um filme pornô em Los Angeles. Seu objetivo é se tornar a próxima grande estrela pornô, mas o caminho até lá será mais doloroso do que ela imaginava.

## Elenco
- Sofia Kappel como Bella Cherry
- Revika Anne Reustle como Joy
- Evelyn Claire como Ava Rhoades
- Chris Cock como Bear
- Dana DeArmond como Ashley
- Kendra Spade como Kimberly

## Lançamento
O filme estreou no Festival de Cinema de Sundance de 2021 a 1 de fevereiro de 2021. A 8 de fevereiro de 2021, a A24 adquiriu os direitos de distribuição do filme nos Estados Unidos.

## Recepção
O site agregador de críticas Rotten Tomatoes analisou 33 críticas e, ao classificar os comentários como positivos ou negativos, avaliou 30 como positivos e 3 como negativos numa classificação de 91%. Entre as críticas, ele apurou uma classificação média de 7,80 em 10. O consenso da crítica diz: "Provocante em mais de um nível, Pleasure deita os olhos aos aspectos desagradáveis da indústria do cinema adulto, com o poderoso desempenho de Sofia Kappel a liderar o caminho."  No Metacritic, o filme tem uma pontuação média ponderada de 74 em 100, com base em 8 críticos, indicando "críticas geralmente favoráveis".